# Доње Свиларе
Доње Свиларе (мкд. Долно Свиларе) је насеље у Северној Македонији, у северном делу државе. Доње Свиларе припада градској општини Сарај града Скопља. Насеље је западно предграђе главног града.

## Географија
Доње Свиларе је смештено у северном делу Северне Македоније. Од најближег већег града, Скопља, насеље је удаљено 12 km западно.
Насеље Доње Свиларе је у крајње западном делу историјске области Скопско поље. Јужно од насеља протиче Вардар, док се северно издиже планина Ветерник. Надморска висина насеља је приближно 330 метара.
Месна клима је континентална.

## Становништво
Доње Свиларе је према последњем попису из 2002. године имало 2.010 становника.
Претежно становништво у насељу су Албанци (99%).
Већинска вероисповест је ислам.